# Први сплитски одред
„Први сплитски одред” је југословенски ратни филм из 1972. године. Режирао га је Војдраг Берчић а сценарио су написали Ратко Ђуровић, Крунослав Квин и Војдраг Берчић.

## Радња
У приморском селу опкољен је партизански одред који се, успркос надмоћном непријатељу, успева одржати до ноћи, а онда извршава пробој. У насталој хајци ухваћено је двадесетпет партизана и извргнуто ужасном мучењу. Међу њима су Ико и Дује, који имају могућност да се спасу ако се изјасне као присталице усташа.

## Улоге
| Глумац              | Улога                            |
| ------------------- | -------------------------------- |
| Тони Лауренчић      | Дујан Човић                      |
| Жарко Радић         | Иван Синковић                    |
| Миха Балох          | Командант одреда                 |
| Антун Налис         | Полицајац                        |
| Фабијан Шоваговић   | Судија                           |
| Стефка Дролц        | Гђа Синковић                     |
| Хелена Буљан        | Цвита                            |
| Тана Маскарели      | Старица која прави сир           |
| Марко Николић       | Повереник главног усташког стана |
| Илија Ивезић        | Жандарски наредник               |
| Миралем Зупчевић    | Иков брат                        |
| Ђорђе Ненадовић     | Марко Човић                      |
| Душан Добросављевић | Сељак с ловачком пушком          |
| Дарко Делонга       | Ковач                            |
| Неда Ковачевић      | Жена с ведром воде               |
| Марија Секелез      | Ковачева жена                    |
| Андро Марјановић    | Стипан                           |
| Рамиз Секић         | Сељак                            |
| Стево Ковачевић     | Илијин деда                      |
| Мирко Буловић       | Илија                            |
| Милан Лентић        | Члан судског већа                |

Остале улоге  ▼
| Глумац                 | Улога                         |
| ---------------------- | ----------------------------- |
| Мирко Боман            | Члан судског већа             |
| Ранко Гучевац          | Судски писар                  |
| Миливоје Поповић Мавид | Тужилац                       |
| Иво Марјановић         | Бранилац оптужених            |
| Стипе Антонини         | Италијански официр            |
| Бранко Ковачић         | Италијански официр            |
| Франческо Гропи        | Италијански официр            |
| Влатко Перковић        | Италијански војни фотограф    |
| Велимир Хитил          | Жандар                        |
| Аљоша Вучковић         | Припадник одреда - барјактар  |
| Мирко Краљев           | Припадник одреда - митраљезац |
| Раде Перковић          | Припадник одреда              |
| Александар Берчек      | Припадник одреда              |
| Винко Вискић           | Припадник одреда              |
| Милан Штрљић           | Припадник одреда              |
| Бруно Лучев            | Припадник одреда              |
| Јосип Генда            | Црнокошуљаш                   |